# Abelardo Bustamante
Abelardo "Paschín" Bustamante Rodríguez (Santiago de Chile, 1888-ibid., 4 de julio de 1934) fue un pintor y escultor chileno.

## Biografía
Bustamante estudió pintura en la Academia de Bellas Artes con Fernando Álvarez de Sotomayor y pertenece al grupo de artistas de la Generación del 13. En varios viajes a Europa (incluyendo Hamburgo en 1920 y París en 1925) se familiarizó con los movimientos de arte europeos contemporáneos. En 1928 estudió artes aplicadas en París con una beca estatal. Junto con Arturo Gordon y Laureano Guevara, diseñó el pabellón chileno en la Exposición Iberoamericana de Sevilla en 1929.
Después de regresar a Chile, Bustamante fue uno de los fundadores de la Escuela de Artes Aplicadas, perteneciente a la Universidad de Chile, donde enseñó como profesor de escultura en metal. En lugar de pintar, en aquella época se dedicó cada vez más a la artesanía y al diseño, especialmente al diseño de muebles. Recibió varios premios del Salón Oficial. Varias de sus obras son propiedad del Museo Nacional de Bellas Artes y de la Pinacoteca de la Universidad de Concepción.

## Obra

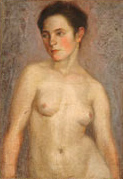
Desnudo, Pinacoteca de la Universidad de Concepción.

Bustamante pintó retratos, paisajes y bodegones, principalmente pinturas al óleo sobre lienzo. Inicialmente inspirado por el romanticismo y el naturalismo español, sus obras posteriores muestran influencias del posimpresionismo. Bustamante también dibujó, preferiblemente desnudos femeninos. Como escultor, creó esculturas con elementos cubistas. También trabajó como tallador de madera, grabador, diseñador de muebles y realizó diversas actividades artesanales, como la encuadernación.

## Premios y reconocimientos
- 1927 - Segunda Medalla Sección Arte Decorativo, Salón Oficial, Santiago, Chile.
- 1920 - Tercera Medalla, Salón Oficial, Santiago, Chile.
- 1915 - Mención Honrosa, Salón Oficial, Santiago, Chile.